# A iubi
A iubi (în rusă Любить...) este un film alb-negru lirico-poetic sovietic regizat de Mihail Kalik la studioul Moldova-film. A fost lansat în 1968 și relansat în 1992.

## Subiect
Filmul este inspirat din nuvele semnate de autorii Ion Druță, Avenir Zak, Isai Kuznețov, I. Kazakov, V. Sapojnikova. În film sunt expuse interviuri despre iubire cu oameni de diferite vârste. Este ecranizat și un fragment din romanul Povara bunătății noastre. Intervievații, de la tinerii săteni Mircea și Nuța până la cupluri de orășeni, relatează diferit dragostea, dar totuși aceasta pare asemănătoare pentru toți. Meditațiile despre dragoste au fost realizate parțial cu camera ascunsă. O astfel de meditație aparține preotului și teologului Aleksandr Men.

## Distribuție
- Serghei Gurzo-junior — Serghei
- Alisa Freindlih — Ana
- Lev Kruglîi — bărbatul
- Svetlana Svetlicinaia — Ea
- Antonina Leftii — Nuța
- Gheorghe Ion Șvițchi — Mircea
- Igor Kvașa
- Ludmila Vagner
- Marianna Vertinskaia
- Mihail Badicheanu
- Andrei Mironov
- Valentin Nikulin
- E. Darie
- E. Istrati

## Producție
Mihail Kalik semnează regia și scenariul, Dmitri Motornîi imaginea, iar Stanislav Bulgacov și Aurelia Roman scenografia. Muzica aparține lui Mikael Tariverdiev. Filmările au avut loc la studiourile Moldova-film.
Emigrat în Israel, Mihail Kalik lucrează la retușarea filmului. Îl relansează în 1992 în Rusia, cu suportul studiourilor Gorki, „Zodiak” și „Sirtei Mihail Kalik”.

## Lansare
A fost lansat în anul 1969 și a avut parte de un succes comercial modest, fiind vizionat de 1,1 milioane de spectatori în cinematografele din Uniunea Sovietică.